# Adolf Erbslöh

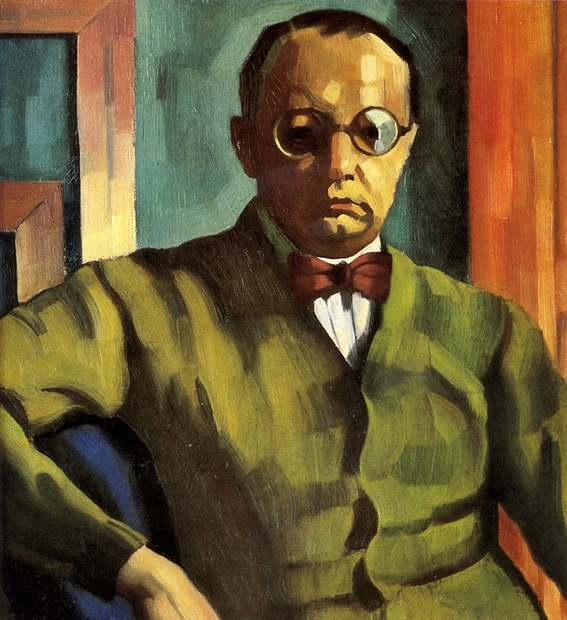
Autorretrato (1928)

Adolf Erbslöh (27 de maio de 1881, Nova York - 2 de maio de 1947, Icking) foi um pintor expressionista alemão, e um dos fundadores da Neue Künstlervereinigung München.

## Biografia

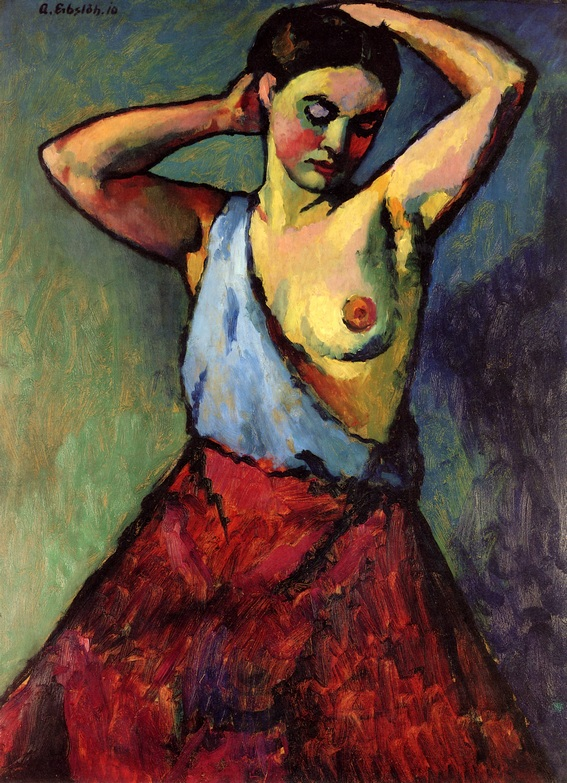
Garota com uma saia vermelha

Ele nasceu em uma família de comerciantes; originalmente de Barmen. Seu pai, Gustav Adolf (1844-1900), foi sócio júnior da firma de exportação Dieckerhoff, Raffloer & Co., e passou quinze anos no escritório de Nova York; retornando a Barmen em 1887. Adolf recebeu treinamento comercial, embora demonstrasse algum talento para o desenho. No ano após a morte de seu pai, ele abandonou sua carreira de negócios para frequentar a Academia de Belas Artes de Karlsruhe, onde estudou com Ernst Schurth e Ludwig Schmid-Reutte. Em 1905, continuou seus estudos na Academia de Belas Artes de Munique, com Ludwig von Herterich.
Em 1907, casou-se com sua prima em segundo grau, Adeline Schuchard (1880-1974), filha de Hugo Schuchard, dono de um grande negócio de importação e exportação. No ano seguinte, ele apresentou o plano para o "Neue Künstlervereinigung München" (NKVM), que foi fundado em 1909. Ele inicialmente serviu como seu secretário. Sua primeira exibição informal foi em Barmen, seguida por uma exposição pública na Galerie Heinrich Thannhauser em Munique. Sua primeira exposição no museu foi em 1910, no que hoje é o Museu Von der Heydt em Wuppertal. Nesse mesmo ano, foi eleito Presidente da associação, mediante renúncia do Wassily Kandinsky, que ajudou a co-fundar um grupo de arte concorrente, "Der Blaue Reiter". Em 1913, ele participou da criação da Münchener Neue Secession, com alguns de seus associados da NKVM e ex-membros da Secessão de Munique. Eles realizaram sua primeira exposição em 1914.

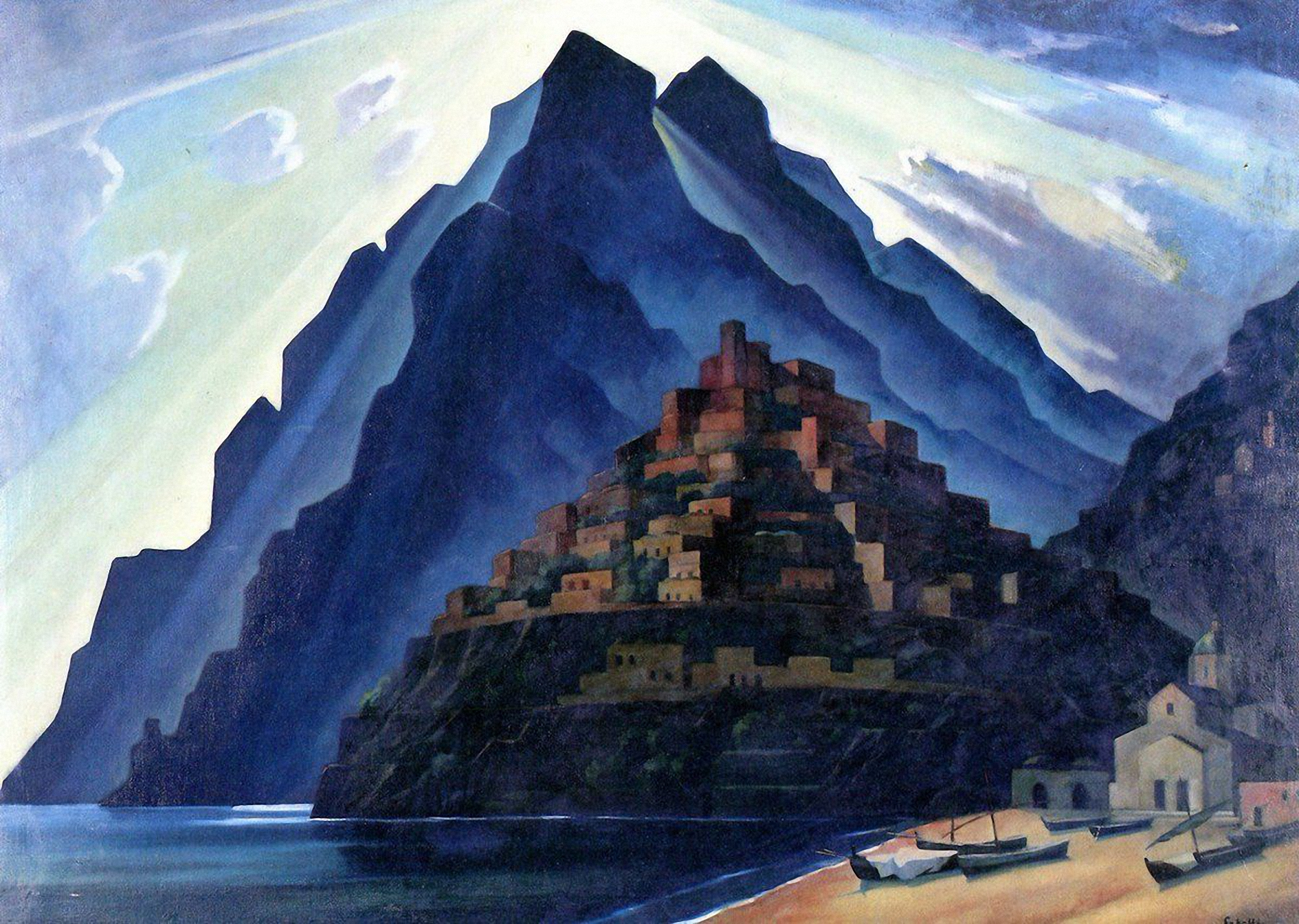
Positano

Ele foi recrutado em 1915; servindo na Flandres e na França. No ano seguinte, foi escolhido para ser pintor de guerra para o estado-maior do regimento em Verdun, mas, como não havia esse cargo oficial para suboficiais, foi contratado como escriturário assistente. Seus desenhos de campo mostram retratos de seus companheiros de guerra, florestas e casas que foram destruídas. As cores de suas pinturas a óleo daquela época eram geralmente opacas e pálidas. Ele retornou a Munique em 1919.
Pouco depois, ele e Adeline fizeram uma viagem pela Vestfália, onde compôs um álbum de esboços. Na década de 1920, voltou-se para a Nova Objetividade; um movimento artístico que foi uma reação contra o expressionismo. Uma característica importante do novo estilo foi o retorno aos efeitos de iluminação e sombreamento, que os expressionistas desprezavam.
Ele realizou sua última exposição individual em 1931. Uma exposição conjunta foi planejada para 1934, mas teve que ser cancelada porque a maioria das obras de ex-membros da NKVM foram declaradas "degeneradas". Em 1937, quatro de suas pinturas foram confiscadas de coleções públicas e destruídas. Depois disso, ele se retirou para sua casa perto de Icking e evitou qualquer publicidade. Ele permaneceu em reclusão até sua morte em 1947.